# Hexatoma columbiana
Hexatoma columbiana är en tvåvingeart som först beskrevs av Alexander 1919.  Hexatoma columbiana ingår i släktet Hexatoma och familjen småharkrankar. Inga underarter finns listade i Catalogue of Life.